# 5890 Carlsberg
5890 Carlsberg è un asteroide della fascia principale. Scoperto nel 1979, presenta un'orbita caratterizzata da un semiasse maggiore pari a 2,6790622 UA e da un'eccentricità di 0,1855776, inclinata di 13,79953° rispetto all'eclittica.